# Контрацепція

Частка жінок (15-49 років, у шлюбі чи союзі), що використовують принаймні 1 метод сучасної контрацепції (стерилізація жін. і чол., КОК, ВМС, презервативи, ін'єкції, імпланти, вагінальні бар'єрні методи та термінова контрацепція).

Рівень поширеності контрацепції – це відсоток жінок (15-49, в шлюбі чи союзі), які використовують або чиї партнери використовують будь-яку форму контрацепції

Пропорція жінок (15-49 років, у шлюбі чи союзі), які самостійно роблять інформовані вибори про секс, контрацепцію і репродуктивну медицину (можуть відмовитися від коїтусу зі своїм чоловіком, коли не хочуть сексу, вирішувати щодо контрацепції і власного сексуального здоров'я).

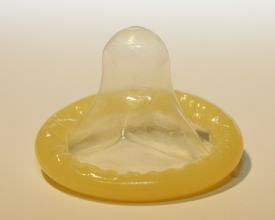
Чоловічий презерватив: найдешевший з надійних контрацептивів, а також захищає від ІПСШ

Контрацепція (від лат. contra, проти і лат. [con]ceptio, зачаття), також відома як протизаплідні методи та, в англомовному світі, контроль народжуваності (англ. Birth control) — засоби та методи запобігання вагітності. Разом з безпечним сексом, що запобігає ХПСШ, контрацепція складає фундамент планування сім'ї, репродуктивного та сексуального здоров'я. Контрацепція використовується з давніх часів, але ефективні і безпечні контрацептиви стали доступними лише в XX столітті, зігравши інструментальну роль у плануванні родини та демографічних політиках. Деякі країни обмежують доступ до контрацепції чи використовують її примусово на релігійних чи політичних підставах (як-от стерилізація корінних американок).
Ефективність контрацептивів вимірюється індексом Перля і складає від 0.10% для вазектомії (найвища) до 27% для перерваного статевого акту (найнижча). Надійними контрацептивами є стерилізація, внутрішньоматкові спіралі. Найпоширенішим контрацептивом є чоловічий презерватив, який захищає і від ЗПСШ. Існує чимало поширених хибних уявлень щодо сексу й вагітності. Спринцювання після коїтусу не є контрацептивом, зате викликає проблеми зі здоров'ям, тому не рекомендується. Завагітніти можна після першого коїтусу й у будь-якій позі. Можливо, хоча й малоймовірно, завагітніти під час менструації.
Контрацепція у країнах, що розвиваються, знизила материнську смертність на 40% (близько 270 тисяч смертей було уникнуто в лише 2008 році) і могла б знизити її на 70%, якби попит на контрацептиви було повністю задоволено. Подовжуючи час між вагітностями, контрацепція полегшує наслідки пологів і виживання дітей. У країнах, що розвиваються, розширення доступу до контрацепції поліпшує заробітки жінок, їхні активи, індекс маси тіла, результати навчання їхніх дітей і здоров'я. Контрацепція сприяє економічному зростанню через меншу кількість дітей на утриманні, зростання частки жінок у робочій силі і меншому спожитку дефіцитних ресурсів.
Приблизно 222 млн жінок в країнах, що розвиваються, не мають доступу до потрібних їм сучасних контрацептивів.  Вичерпна сексуальна освіта, доступ до безпечної контрацепції та свобода від насильницького її застосування належать до репродуктивних прав людини, захищених міжнародними документами.

## Історія

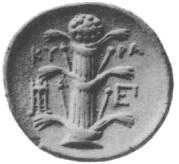
Стебло сильфію, срібна старовинна монета з Кирена

Одні з перших задокументованих згадок про контрацепцію містять Єгипетські Еберські папіруси (1550 р. до н. е.) та Кахунські папіруси (1850 р. до н. е.). Метод полягав у застосуванні меду, листя акації та льону, які поміщали до вагіни, щоб перешкодити потраплянню сперми. Старовинні єгипетські креслення також доводять застосування презервативів. Книга буття посилається на утримання (перерваний статевий акт) як метод контрацепції (коли Онан «проливає сім'я» на підлогу, щоб не зачати з дружиною померлого брата Тамар). Вважається, що в Стародавній Греції сильфій застосовувався для контрацепції, а його надмірна заготівля призвела до зникнення цього виду.
У середньовічній Європі будь-які спроби уникнути вагітності вважала аморальними католицька церква. Вважається, що попри це, в той час жінки все ж застосовували перерваний коїтус та введення кореня лілії та рути до вагіни. Казанова в часи Італійського Відродження описував застосування оболонки зі шкіри ягнят для запобігання вагітності. Разом із тим, презервативи не мали загального поширення до ХХ століття.
На початку вісімдесятих років ХХ століття тодішні держслужбовці почали обережно рекомендувати своїм громадянкам використовувати оральні контрацептиви. Це було по всіх населених пунктах СРСР.
У 1909 році Річард Ріхтер розробив перший внутрішньовагінальний засіб з волокон шовкопряда, який пізніше доопрацював та продавав у Німеччині Ернст Грефенберг наприкінці 1920-х років. У 1916 році американська феміністка й просвітителька Маргарет Сенгер відкрила першу контрацептивну клініку у США (за що була заарештована). У 1921 р. першу у Великій Британії клініку відкрила Мері Стоупс. Грегорі Пінкус та Джон Рок з допомогою Федерації контролю народжуваності Америки в 1950 році розробили перші контрацептивні пігулки, котрі стали доступними для широкого загалу в 60-х. Медикаментозний аборт став альтернативою хірургічному аборту після появи аналога простагландину в 1970-х та появи міфепристону в 1980-х.
З поширенням доступних контрацептивів жінки вперше в історії отримали можливість контролювати кількість та час народження своїх дітей, що стало одним зі значних поштовхів для гендерної перебудови ринків праці, розширення соціальної участі, активності та прав жінок. Доступність безпечної та ефективної контрацепції в усьому світі продовжує виборювати серед інших репродуктивних та сексуальних прав людини для жінок феміністичний рух другої хвилі.
Разом з тим, сучасна контрацепція примусово застосовувалася владою як геноцидна зброя та репресивне регулювання народжуваності. Такі злочини, як стерилізація корінних американок чи репродуктивний тиск Ніколае Чаушеску, увійшли в розбудову галузі репродуктивних прав людини, визнаючись, як, наприклад, примусова стерилізація, формами насильства проти жінок.

## Правове регулювання
Сучасні угоди про права людини вимагають від більшості урядів забезпечити інформацію та послуги з планування сім'ї і контрацепції. Вимагається створення національних планів із надання послуг з планування сім'ї, скасування законів, які обмежують доступ до засобів планування сім'ї, забезпечення різноманіття безпечних й ефективних методів регулювання народжуваності, включно з екстреними засобами захисту від небажаної вагітності, надання послуг закладами охорони здоров'я з відповідною підготовкою персоналу за прийнятними цінами і створення процесу для перегляду реалізованих програм. Якщо уряди держав не виконують ці обов'язки, це може призвести до порушення ними міжнародних договірних зобов'язань.
ООН запровадила рух «Кожна жінка, кожна дитина» з метою оцінки потреб жінок у засобах контрацепції та збільшення кількості кількість жінок, які використовують сучасні контрацептиви, до 120 мільйонів у 69 найбідніших країнах світу до 2020 року. Окрім того, кампанія покликана викорінити дискримінацію дівчат і молодих жінок, яким потрібні контрацептиви.

#### Всесвітній день контрацепції
26 вересня — Всесвітній день контрацепції, присвячений збільшенню обізнаності і покращенню знань про сексуальне й репродуктивне здоров'я, девізом якого є «світ, в якому кожна вагітність бажана». День підтримує група урядів, міжнародних громадських організацій, включно з Азійсько-тихоокеанською радою з контрацепції, Латиноамериканським центром жіночого здоровʼя, Європейським товариством із контрацепції і репродуктивного здоров'я, Німецьким фондом народонаселення, Міжнародною федерацією педіатричної і підліткової гінекології, Міжнародною федерацією з планованого батьківства, Марі Стопс Інтернешнл, Поп'юлейшн Сервісіз Інтернешнл, Радою з проблем народонаселення, USAID і Вімен Делівер.

## Поширеність
Станом на 2009 рік у світі близько 60% одружених пар, здатних мати дітей, застосовували контрацепцію (метод залежав від країни). У розвиненому світі найпоширеніші були презервативи та оральні контрацептиви, в Африці — оральні контрацептиви, в Латинській Америці та Азії — стерилізація. У країнах, що розвиваються, біля 35% — жіноча стерилізація, 30% — внутрішньоматкова спіраль, 12% — оральні контрацептиви, 11% — презервативи та 4% — чоловіча стерилізація.
У 2007 році кількість жінок, що вживали ВМС, становила понад 180 мільйонів (зі значною перевагою у країнах, що розвиваються). Уникнення сексу у фертильний період застосовували біля 3,6% жінок репродуктивного віку (у Південній Америці близько 20%). Станом на 2005 рік 12% пар застосовували чоловічу контрацепцію (презервативи або вазектомію), в розвиненому світі цей показник був вищим. Застосування чоловічих контрацептивів зменшилося з 1985 по 2009 рік. Застосування контрацептивів жінками у країнах субекваторіальної Африки зросло від 5% у 1991 до біля 30% у 2006 році.
Станом на 2012 рік 57% жінок репродуктивного віку бажали уникнути вагітності (867 з 1520 мільйонів).
У будь-якому випадку, близько 222 мільйонів жінок не мали доступу до контрацепції, 53 мільйони з яких знаходилися у країнах субекваторіальної Африки та 97 мільйонів — в Азії. Це призвело до 54 мільйонів небажаних вагітностей та близько 80 000 материнських смертей на рік. Жінки можуть не мати доступу до контрацепції через релігійні чи політичні обмеження. Іншою значною причиною є бідність. Через заборону абортів у субекваторіальній Африці багато жінок звертаються з небажаними вагітностями до неофіційних лікарів, в результаті цього щорічний показник небезпечних абортів склав 2-4%.

## Ефективність
Ефективність методу контрацепції оцінюють за індексом Перля (скільки жінок зі 100 завагітніли, використовуючи даний метод впродовж 1 року при регулярному сексуальному житті). Попри великий розкид значень індексу Перля в різних джерелах (що залежить від факторів, врахованих при дослідженні), цей показник — надійний орієнтир при виборі контрацептивного методу.
Іноді також оцінюють неефективність протягом життя високоефективних методів, як-от перев'язки труб.
Надійність більшості контрацептивів значно залежить від правильного використання, тому розводять ідеальне та типове. Більшість народних методів складні у виконанні (календарні вимагають точних замірів та чіткого розпорядку дня; перерваний статевий акт — гігієни та самоконтролю).
Найефективнішим методом контрацепції є хірургічна стерилізація (може бути оборотною): вазектомія у чоловіків і перев'язка маткових труб, встановлення внутрішньоматкової спіралі чи імплантованих контрацептивів у жінок.  Це так звані контрацептиви оборотної пролонгованої дії. Без необхідності постійних візитів до лікаря вони дають менш ніж 1% збоїв.
Менш ефективні гормональні контрацептиви (протизаплідні таблетки, пластирі, вагінальне кільце, ін'єкції): при ідеальному застосуванні обіцяють збої до 1%, але в реальності вагітності значно частіші.
Бар'єрні контрацептиви, такі як презервативи, діафрагма і контрацептивна губка, а також метод визначення періоду фертильності, збоять частіше, навіть при ідеальному застосуванні. 
Найменш ефективними є сперміциди і, попри його популярність, перерваний статевий акт (неефективний в третині випадків).
У той час як всі форми контрацепції можуть бути використані молоддю, оборотні контрацептиви тривалої дії, що не потребують поточного догляду і витрат (такі як імпланти, ВМС або вагінальні кільця), краще скорочують рівень підліткових вагітностей.
Дехто вважає утримання від сексу контрацептивним методом, але навчання лише утриманню без інформування, як їй запобігати, навпаки, збільшує кількість вагітностей.

### Подвійний захист
Подвійний захист — застосування методів захисту від ІПСШ та вагітності водночас. Це презервативи самі по собі чи в комбінації з іншими контрацептивами. Якщо ризик вагітності викликає значне занепокоєння, застосування двох методів є обґрунтованим. також використання двох методів контрацепції рекомендують жінкам, що приймають засіб від акне, ізотретиноін, через високий ризик вроджених вад розвитку при його прийомі під час вагітності.

## Безпечність
Хоча всі контрацептиви мають побічні ефекти, їх ризики значно менші за ризики вагітності для тіла жінки.
Контрацептивні методи оборотні і втрачають дію у більшості випадків одразу після припинення. Після припинення застосування багатьох контрацептивів (включаючи ОК, ВМС, імпланти та ін'єкції), фертильність за рік відновлюється до рівня людей, які не використовували контрацепцію.
Застосування багатьох методів контрацепції здоровими жінками, включаючи таблетки, ін'єкції, імпланти та презервативи, не вимагає медичного огляду. Зокрема, вагінальне дослідження, огляд молочної залози або аналіз крові перед початком прийому протизаплідних таблеток не показали впливу на результат, а отже не вважаються необхідними. ВООЗ у 2009 році опублікувала детальний перелік медичних критеріїв для кожного методу контрацепції. Для людей, що мають проблеми зі здоров'ям, при використанні контрацептивів необхідно подальше вивчення.
Після пологів, якщо вигодовування не виключно грудне, жінка може завагітніти знову вже за 4-6 тижнів. Деякі контрацептиви прийнятні відразу ж після пологів, інші не раніше 6 місяців. У тих, хто годує груддю, засоби із прогестином є кращими за КОК. Жінкам у менопаузі контрацепція рекомендується протягом 1 року після останньої менструації.

## Види контрацептивів
Для порівняння, при незахищеному статевому акті (без жодної контрацепції) індекс Перля, тобто імовірність вагітності в перший рік використання при регулярному сексуальному житті становить 80-85%, залежачи від плідності пари і фази менструального циклу. Отже, чим нижчий індекс Перля, тим ефективніший контрацептив.
| Група методів                                                                | Відп. | Механізм(и) дії                                          | Метод контрацепції | Ефективність (індекс Перля) | Ефективність (індекс Перля)    |
| Група методів                                                                | Відп. | Механізм(и) дії                                          | Метод контрацепції | Типово                      | Ідеал.                         |
| ---------------------------------------------------------------------------- | ----- | -------------------------------------------------------- | --- | --------------------------- | ------------------------------ |
| Хірургічна стерилізація (унеможливлювання запліднення оперативними методами) | ♂     | Перекриття сім'явивідних проток                          | Чоловіча стерилізація: вазектомія | 0,15 %                      | 0,10 %                         |
| Хірургічна стерилізація (унеможливлювання запліднення оперативними методами) | ♀     | Перекриття фаллопієвих труб                              | Жіноча стерилізація | 0.5 %                       | 0.5 %                          |
| Комплексні методи                                                            | ♀     | Гормональний вплив на слиз і ендометрій                  | Внутрішньоматкові спіралі (гормональні) | 0,2 %                       | 0,2 %                          |
| Комплексні методи                                                            | ♀     | Хімічний вплив                                           | Внутрішньоматкові спіралі (мідні) | 0,8 %                       | 0,6 %                          |
| Комплексні методи                                                            | ♀     | Блокування просування яйцеклітини                        | Внутрішньоматкові спіралі (нейтральні) |                             |                                |
| Бар'єрні методи (фізична перепона між спермою та яйцеклітиною)               | ♂     | Перешкоджання потраплянню сперми у вагіну                | Презерватив чоловічий (на пеніс) | 18 %                        | 2 % Ефект. 75-95 %[джерело?]   |
| Бар'єрні методи (фізична перепона між спермою та яйцеклітиною)               | ♀     | Перешкоджання потраплянню сперми у вагіну                | Презерватив жіночий (вагінальний) | 21 %                        | 5 % Ефект. 75-95 %[джерело?]   |
| Бар'єрні методи (фізична перепона між спермою та яйцеклітиною)               | ♀     | Перекриття входу в шийку матки                           | Діафрагми, ковпачки, губки (зазвичай зі сперміцидами)                                                                                        |                             |                                |
| Бар'єрні методи (фізична перепона між спермою та яйцеклітиною)               | ♀     | Перекриття входу в шийку матки                           | Вагінальне кільце | 9 %                         | 0,3 %                          |
| Бар'єрні методи (фізична перепона між спермою та яйцеклітиною)               | ♀     | Перекриття входу в шийку матки                           | Мембрана і сперміциди | 12 %                        | 6 %                            |
| Бар'єрні методи (фізична перепона між спермою та яйцеклітиною)               | ♂     | Хімічна інактивація сперматозоїдів у вагіні              | Сперміциди |                             |                                |
| Гормональні                                                                  | ♀     |                                                          | Контрацептивні імпланти (прогестерон) | 0,05 % Ефект. 99%[джерело?] |                                |
| Гормональні                                                                  | ♀     | Імітує стан вагітності, і овуляторний цикл пригнічується | Комбіновані оральні контрацептиви (КОК) | 8 %                         | 0,3 % Ефект. 92-99 %[джерело?] |
| Гормональні                                                                  | ♀     | Пригнічує овуляцію                                       | Екстрена контрацепція (КОК) |                             | 0,3 % Ефект. 92-99 %[джерело?] |
| Гормональні                                                                  | ♀     |                                                          | Прогестинова й антипрогестинова ЕК | Ефект. 99 %[джерело?]       | Ефект. 99,8 %[джерело?]        |
| Гормональні                                                                  | ♀     |                                                          | Чисто прогестинові таблетки (міні-пілі) | 13 % Ефект. 90 %[джерело?]  | 1,1 % Ефект. 97%[джерело?]     |
| Гормональні                                                                  | ♀     |                                                          | Ін'єкційні гестагени пролонгованої дії (депо-провера)                                                                                        | Ефект. 99 %[джерело?]       | Ефект. 99,7 %[джерело?]        |
| Гормональні                                                                  | ♀     |                                                          | Трансдермальний пластир | 8 %                         | 0,3 %                          |
| Гормональні                                                                  | ♂     | Досліджується                                            | Чоловіча гормональна контрацепція |                             |                                |
| Інші методи                                                                  | ♂     | Досліджується                                            | Імуноконтрацепція (контрацептивна вакцина)                                                                                                   |                             |                                |
| Природні (народні): використовувались до розробки надійної контрацепції      | ♀     | Гормональна неможливість запліднення                     | Метод лактаційної аменореї | <7.5 %                      | <2 % Ефект. 97-98 %[джерело?]  |
| Природні (народні): використовувались до розробки надійної контрацепції      | ♀     | Періодичне утримання від коїтусу                         | а) календарний метод; б) цервікальний метод (оцінка цервікального слизу); в) моніторинг базальної температури; г) симптомо-термальний метод. | 12-25 %                     | <9 % Ефект. 70-97 %            |
| Природні (народні): використовувались до розробки надійної контрацепції      | ♂     | Перешкоджання потраплянню сперми у вагіну                | Переривання статевого акту | 27 %                        | 4 % Ефект. 97-98 %[джерело?]   |

### Стерилізація

Вазектомія (сім'явивідні протоки перев'язуються або видаляється фрагмент)

Хірургічна стерилізація доступна у формі перев'язки фаллопієвих труб для жінок і вазектомії (перев'язки сім'явивідних протоків) для чоловіків. Метод є частково зворотним (відновлення труб, зворотна вазектомія). Не захищає від ІПСШ. В одному з досліджень 9% людей, у яких були діти, заявили, що вони б краще не мали дітей, якби могли зробити це знову.
- Стерилізація чоловіка. Вазектомія. Короткострокові ускладнення у 20 разів менш імовірні внаслідок вазектомії, ніж внаслідок перев'язки маткових труб.[6][62] Після вазектомії може бути набряк і біль у мошонці, які зазвичай минають протягом тижня-двох.[63] Про стерилізацію шкодували <5% чоловіків (більше молоді чоловіки, батьки малих дітей, бездітні і ті, що перебували у нестабільному шлюбі).[64] Зворотну вазектомію бажають зробити від 2 до 6% чоловіків.[65] Шанс запліднити після зворотної вазектомії складає від 38 до 84% (показник зменшується з часом після вазектомії).[65] Відбір сперми, з подальшим екстракорпоральним заплідненням, також є варіантом батьківства.[66]

- Стерилізація жінки. Перев'язка маткових труб не має істотних довгострокових побічні ефектів, і, крім того, зменшує ризик раку яєчників.[6] Після перев'язки труб ускладнення трапляються в 1-2 % процедур, при цьому серйозні ускладнення, як правило, трапляються у зв'язку з анестезією.[67] Про рішення стерилізації шкодували всього близько 5% жінок після 30 років і близько 20% до 30[6] (бажання часто пов'язане зі зміною чоловіка).[60] Успішні вагітності після відновлення труб складають від 31 до 88%; при цьому можливі ускладнення, у тому числі зростає ризик позаматкової вагітності.[60]

### Внутрішньоматкові спіралі

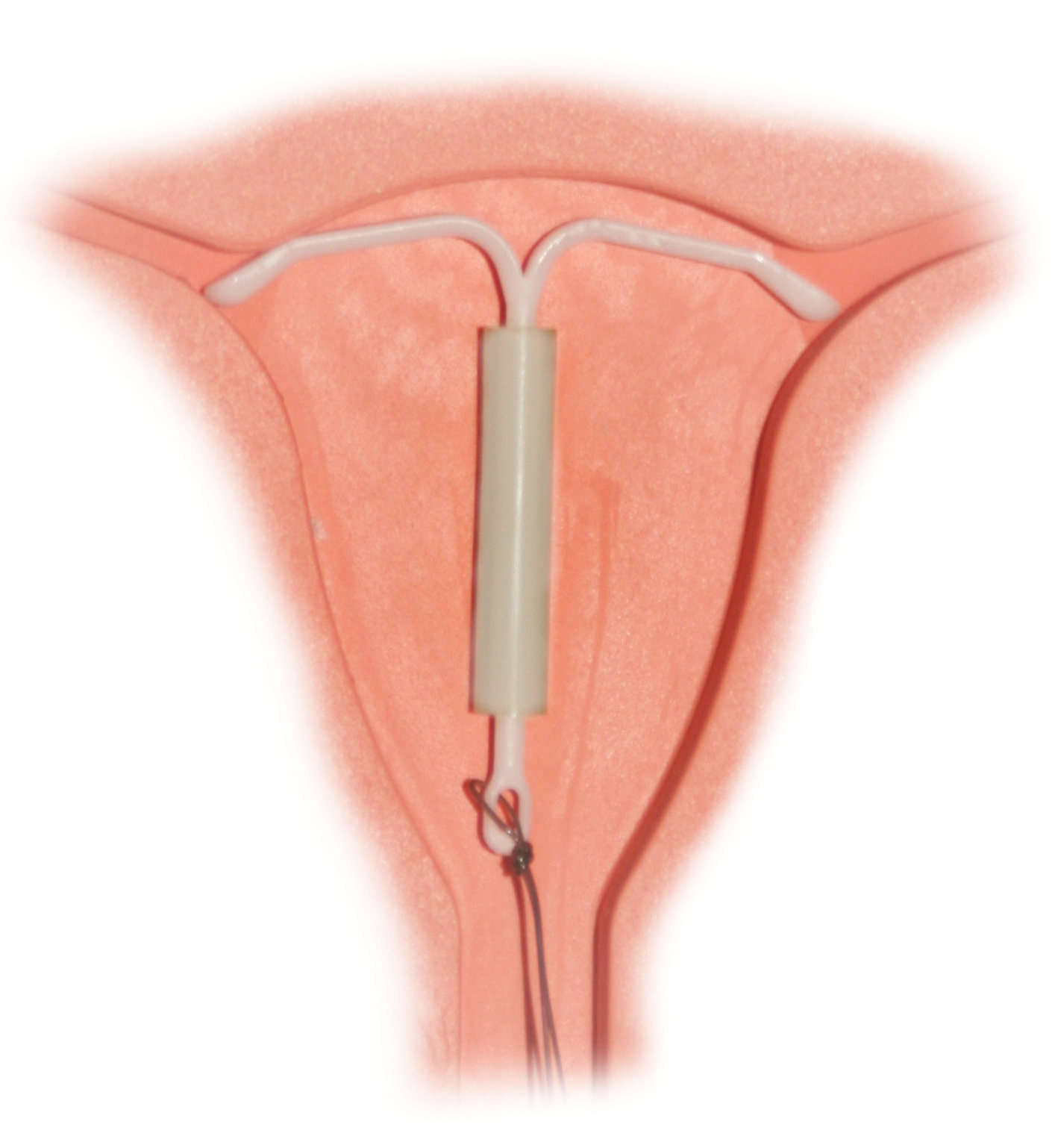
Гормональна внутрішньоматкова спіраль на муляжі матки

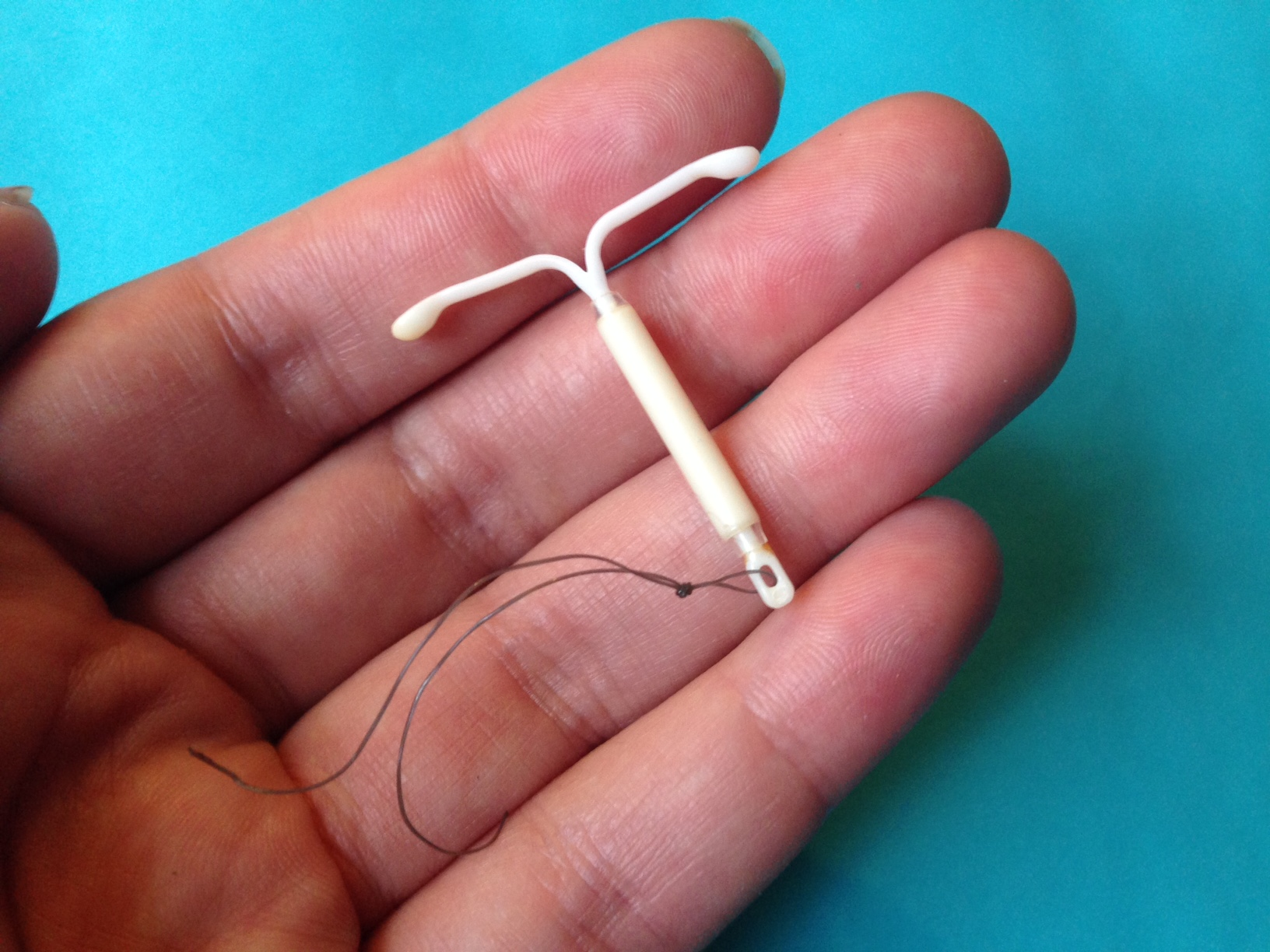
Спіраль Mirena IUD

Сучасні внутрішньоматкові спіралі містять мідь або левонгестрел та вводяться в матку. Діють шляхами запобігання овуляції або запліднення, іноді імплантації ембріона: спіраль блокує рух яйцеклітини; активні іони міді (срібла) знижують активність сперматозоїдів; синтетичні гормони загущують слиз і змінюють адгезивні властивості слизової оболонки матки (сперматозоїди не можуть проникнути, а яйцеклітина прикріпитися).
Одна з форм оборотних контрацептивів тривалої дії. Рівень неефективності протягом першого року для міді близько 0,8%, а для засобів із левонгестрелом — 0,2%. Серед різних контрацептивів вони, разом із контрацептивними імплантами, мають найкращі відгуки.
Існують свідчення ефективності та безпечності для підлітків та жінок, що не народжували. Внутрішньоматкова спіраль не впливає на годування груддю і може вводитися одразу після пологів чи аборту. Після видалення, навіть після тривалого застосування, фертильність одразу повертається до норми. Мідні спіралі можуть підвищувати менструальну кровотечу та больові спазми, а гормональні зменшують менструальну кровотечу чи припиняють менструацію. Інші потенційні ускладнення включають виштовхування (2—5%) та перфорацію матки (менше 0,7%). Спазми можуть лікуватися НПЗП.
Станом на 2007 рік ВМС були найпоширенішою формою оборотної контрацепції, котрий застосовували 180 мільйонів жінок у світі. Попередню модель внутрішньоматкових спіралей (Далкон шілд) пов'язували з підвищенням ризику запалення тазових органів. Такий ризик не характерний для сучасних моделей у людей, що не хворіють на ХПСШ на час введення.

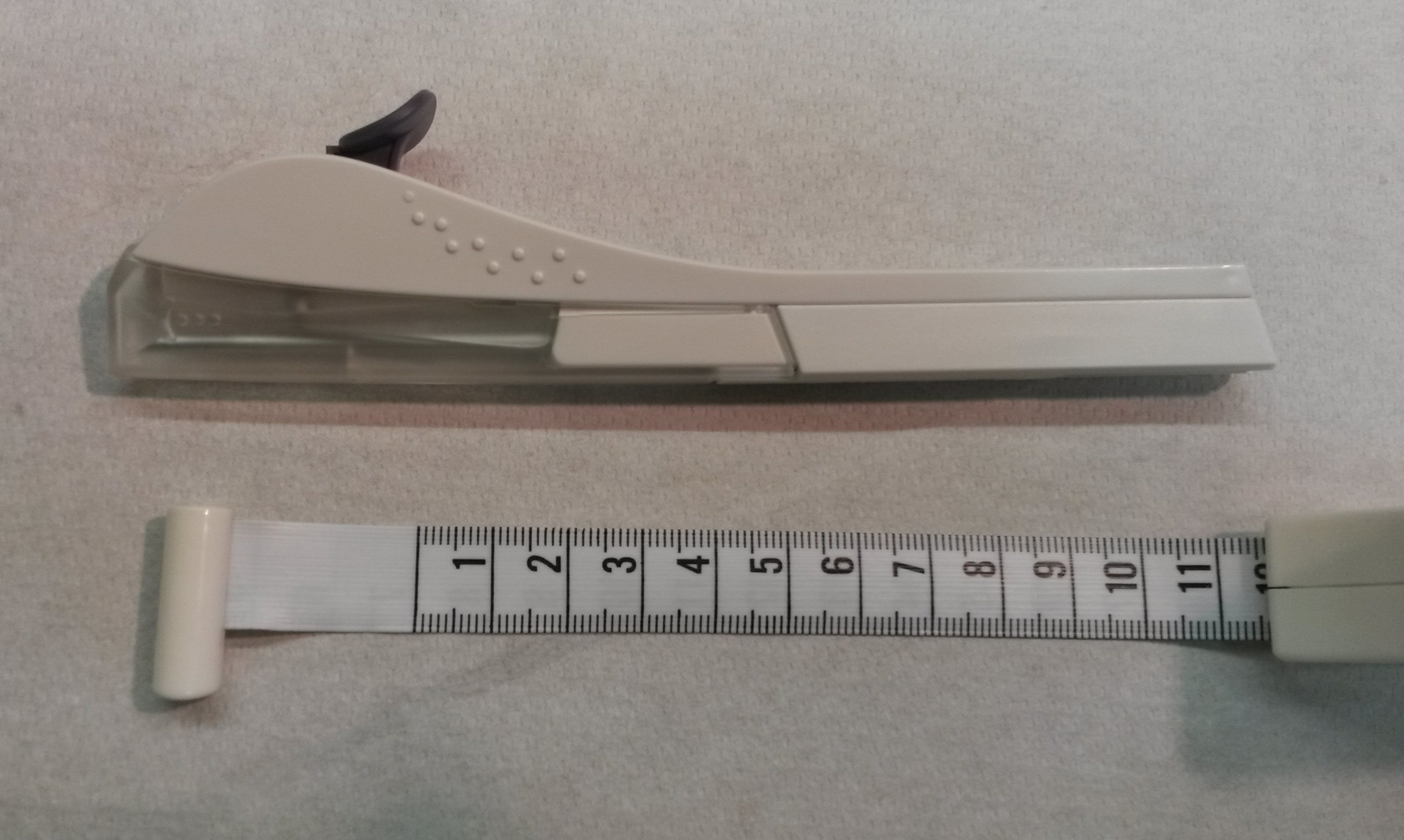
Касета з

### Гормональні засоби

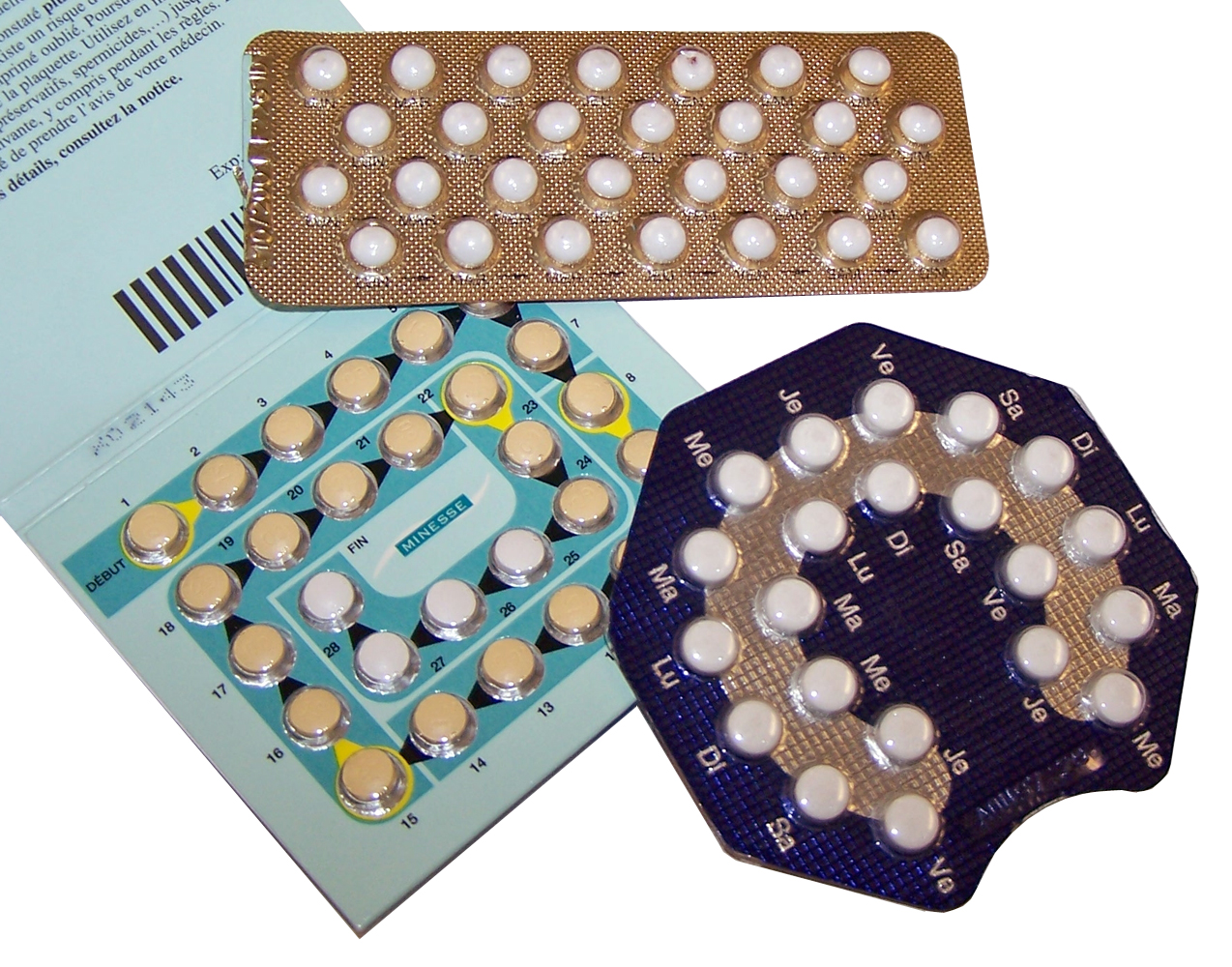
Три види оральних контрацептивів

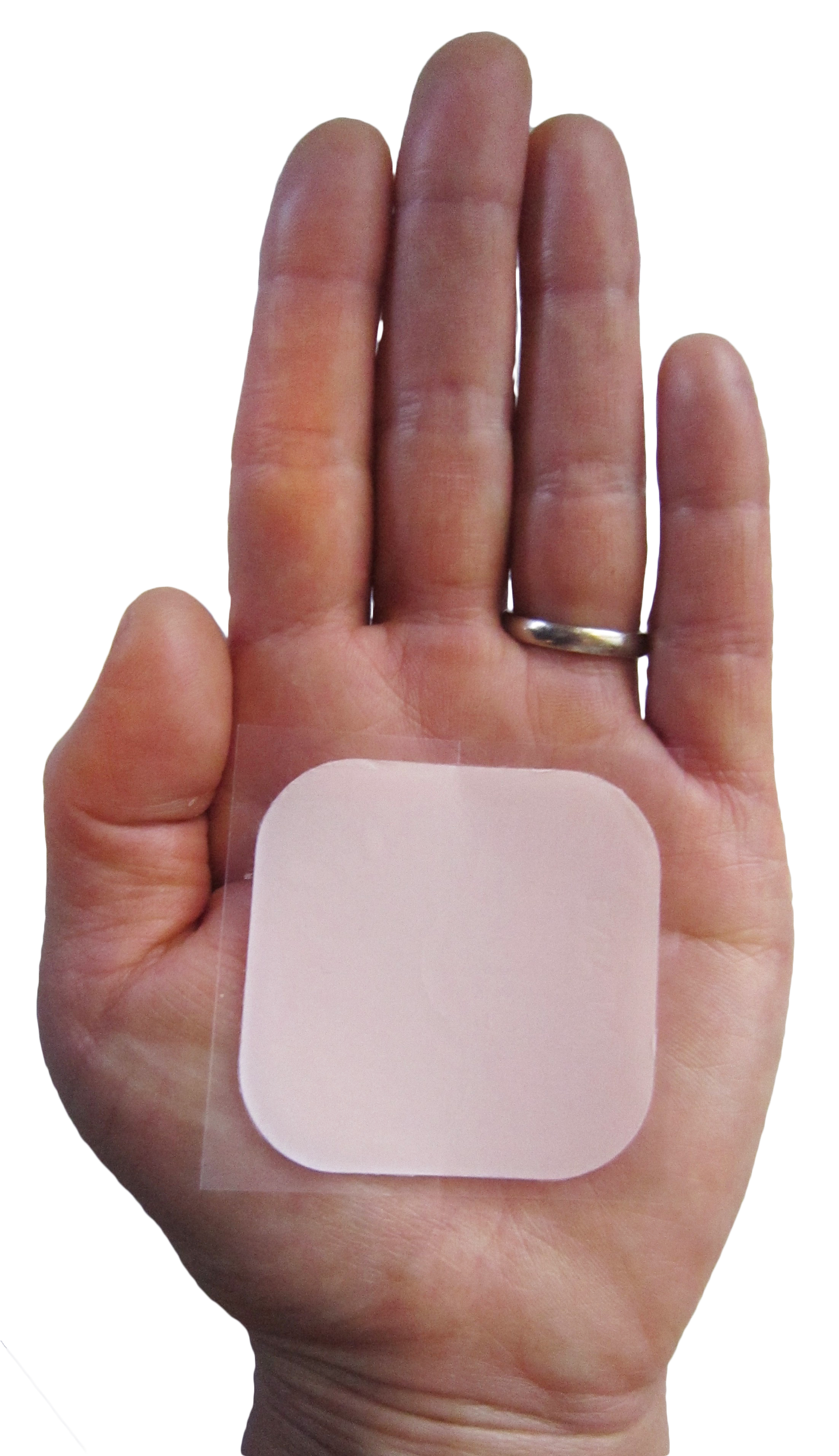
Трансдермальний контрацептивний пластир

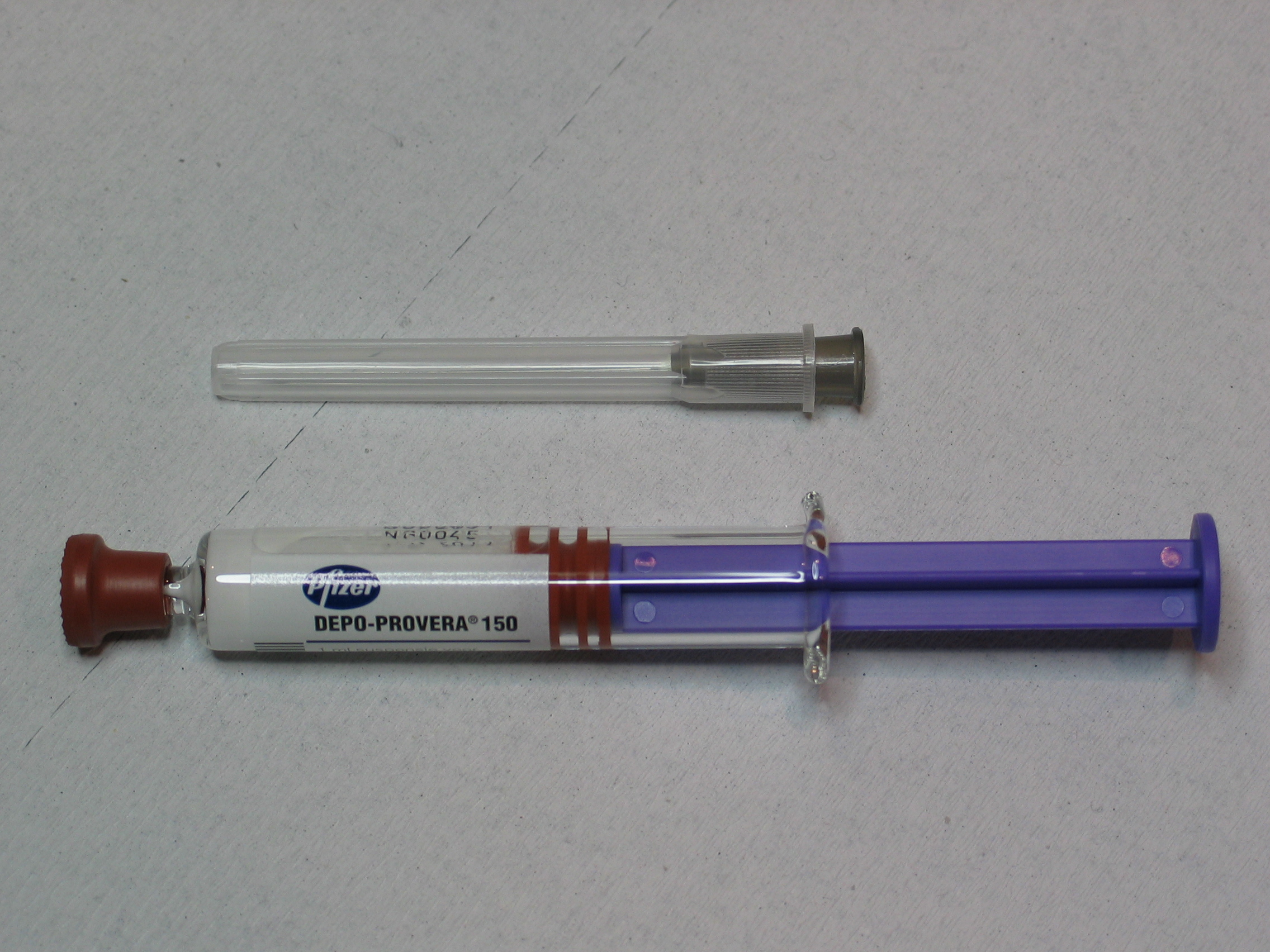
Ін'єкційний гестаген тривалої дії (депо-провера)

Гормональні контрацептиви перешкоджають овуляції та заплідненню, іноді й імплантації ембріона. На сьогодні вони існують лише для жінок. При прийомі вагітними не підвищують ризик викидню та не спричиняють вроджених вад розвитку.
Існують у формах:
- оральні контрацептиви (таблетки): 
  - комбіновані оральні контрацептиви (КОК). Пов'язані з невеликим ризиком венозного та артеріального тромбозів (нижчим, однак, за ризики, пов'язані з вагітністю)[82], тому їх не рекомендують жінкам після 35 років, що продовжують палити.[83] КОК знижують ризик раку яєчників та раку ендометрію і ніяк не впливають на ризик раку молочної залози.[84][85] Часто вони зменшують менструальну кровотечу та менструальні болі.[55] Вплив на лібідо може бути різним, від підвищення до зниження, але в більшості жінок залишається без змін.[86]
  - таблетки тільки з прогестероном. При застосуванні методів лише з прогестероном можуть мати місце нерегулярні кровотечі, а деякі пацієнтки повідомляли про аменорею.[87]
- підшкірні контрацептивні імпланти[en],
- ін'єкційні контрацептиви,
- контрацептивні пластирі,
- внутрішньоматкові спіралі, які містять гормон, формально належать до гормональних контрацептивів.
- вагінальні кільця.[88] Нижчі дози естрогену, що застосовуються у кільцях, можуть знизити ризик чутливості грудей, нудоти та головного болю, які можуть викликати препарати з вищою дозою естрогену.[84]

Таблетки тільки з прогестероном, а також ін'єкції та внутрішньоматкові засоби не пов'язані с підвищеним ризиком формування венозних тромбів, а отже, можуть застосовуватися жінками з уже існуючими тромбами. Жінкам, що мають історію захворювання артеріальним тромбозом, слід застосовувати негормональні методи або методи із застосуванням лише прогестерону. Такі таблетки можуть зменшувати менструальні симптоми, а також можуть застосовуватися при годуванні груддю, оскільки вони не впливають на лактацію. Прогестерон, дроспіренон та дезогестрел мінімізують андрогенні побічні ефекти, але підвищують ризик формування тромбів, тому не застосовуються в першу чергу. Типовий показник неефективності у перший рік застосування ін'єкцій прогестерону, депо-проверо, суперечливий: порядок цифр коливається від менш ніж 1% до 6%.

#### Екстрена контрацепція

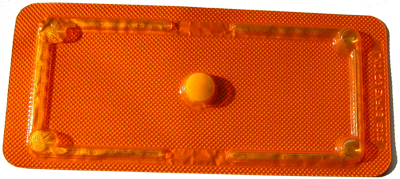
Доза екстреного контрацептиву

Екстрені (посткоїтальні) таблетки або пристрої використовуються після незахищеного коїтусу (часто після зґвалтування або коли основна контрацепція не спрацювала). Діють в основному шляхом пригнічення овуляції або заплідненню (якщо коїтус був після овуляції, ці засоби не спрацюють). Всі методи, крім ВМС, мають значні побічні ефекти. Існує багато варіантів, у тому числі ВМС, високі дози протизаплідних таблеток, левоноргестрел, мифепристон, уліпристал.
- Мідна ВМС є найбільш ефективним методом екстреної контрацепції.[95] ВМС можна ставити протягом 5 днів після коїтусу і запобігати близько 99% вагітностей (частота настання вагітності від 0,1 до 0,2%) %).[96][97][98].
- Левоноргестрел у таблетках зменшує ймовірність вагітності на 70% (частота настання вагітності 2,2%), при використанні протягом 3 днів після незахищеного акту чи неефективності презервативів.[92]  Приймається протягом 72 годин (три дні) після незахищеного сексу.
- Уліпристал знижує ймовірність вагітності приблизно на 85% (частота вагітності 1,4%) і може бути трохи ефективнішим за левоноргестрел.[92][95][99]. Необхідно вжити протягом 120 годин (п'ять днів).
- Мифепристон також ефективніший за левоноргестрел.

Надання посткоїтальних таблеток жінкам заздалегідь не впливає на ІПСШ, використання презервативів, частоту настання вагітності або ризикову сексуальну поведінку.

### Бар'єрні методи

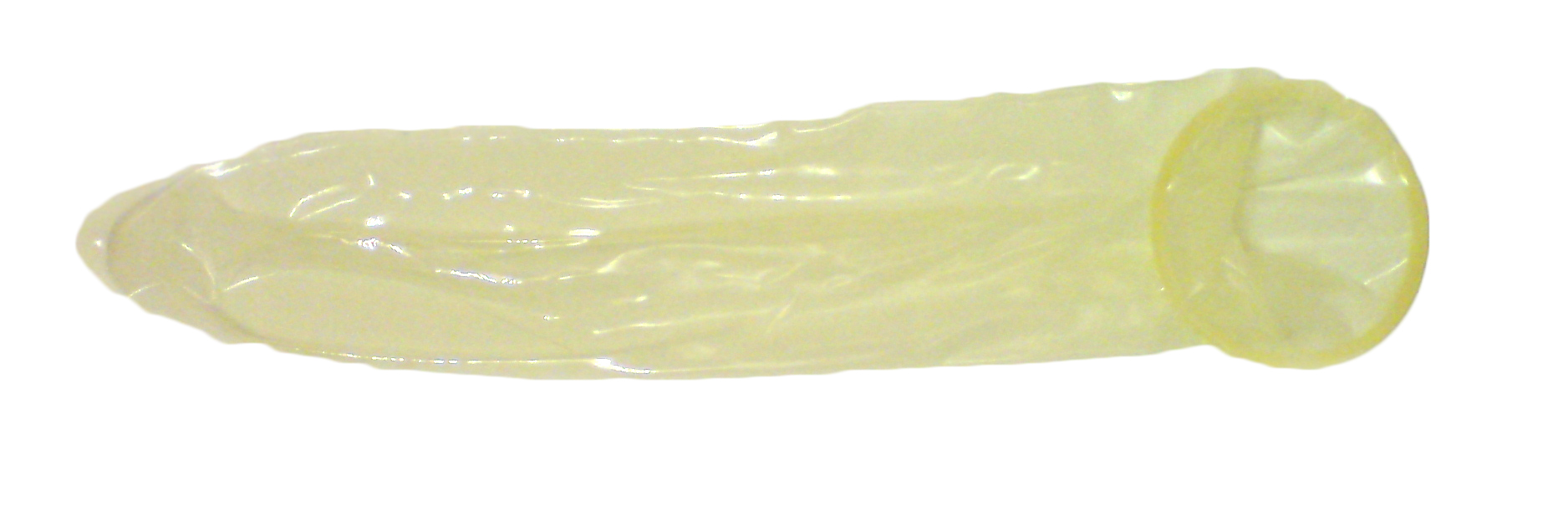
Латексний чоловічий презерватив, найпоширеніший контрацептив подвійної дії

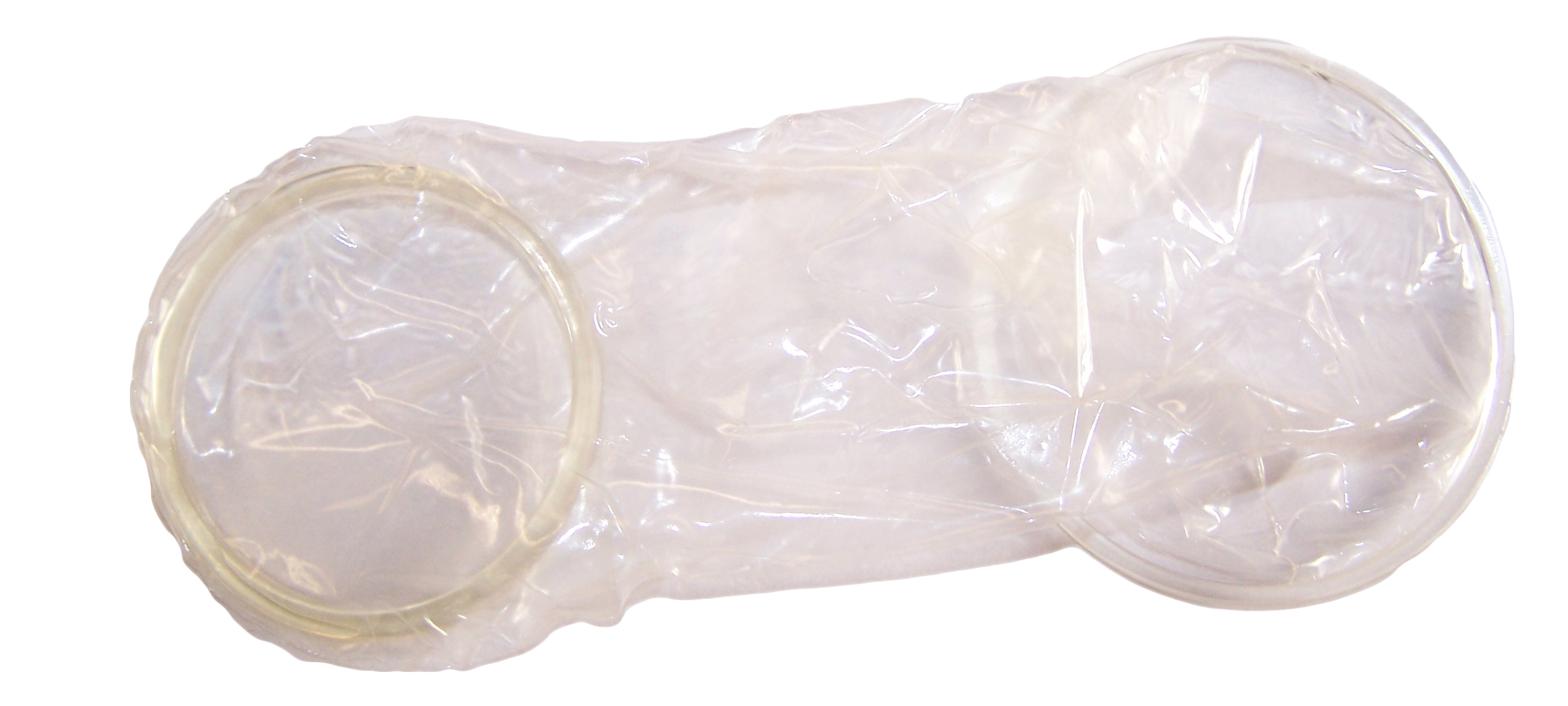
Поліуретановий жіночий презерватив

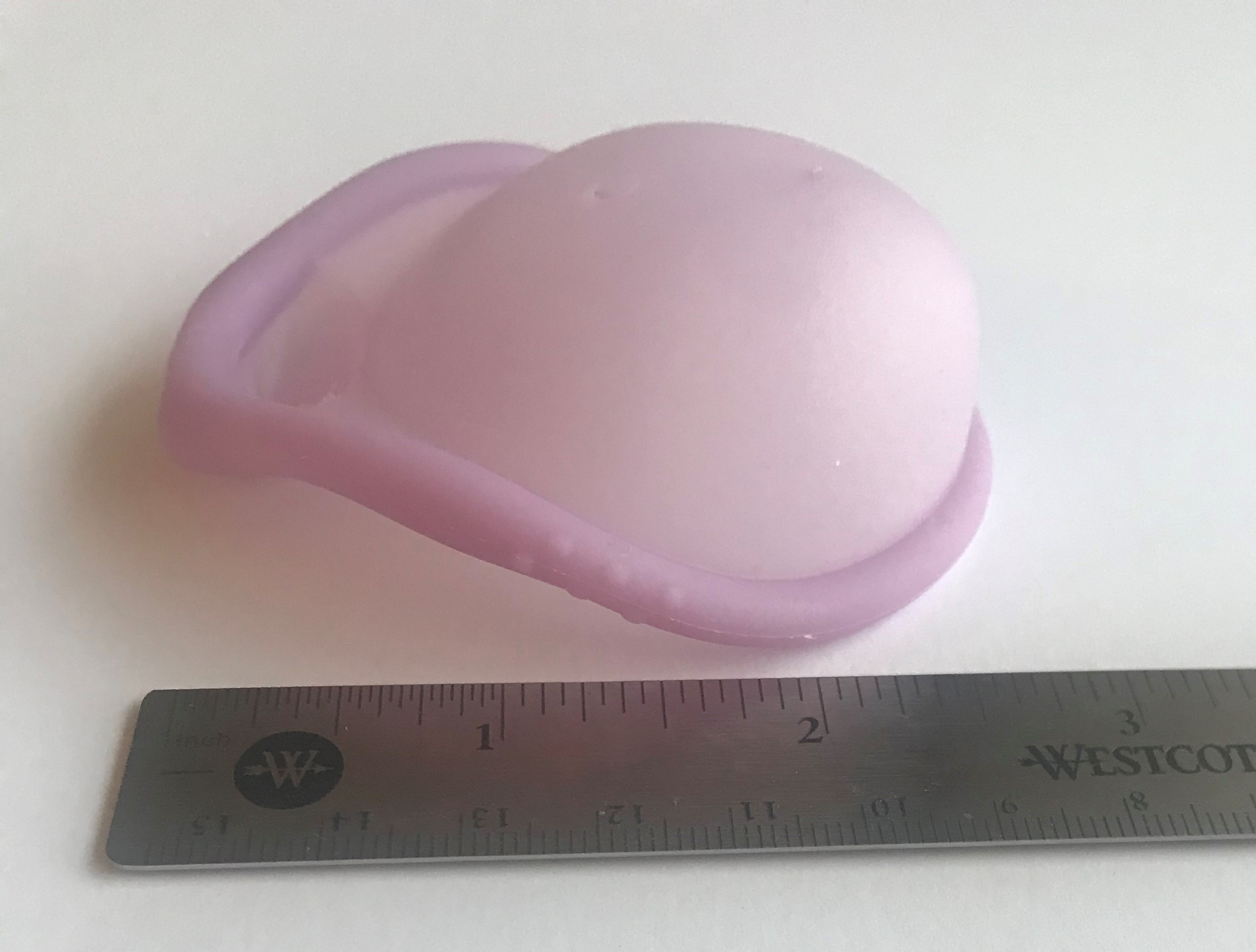
Діафрагма універсального розміру

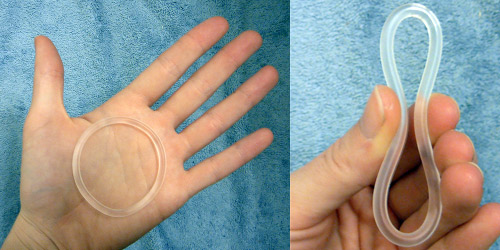
Контрацептивне кільце

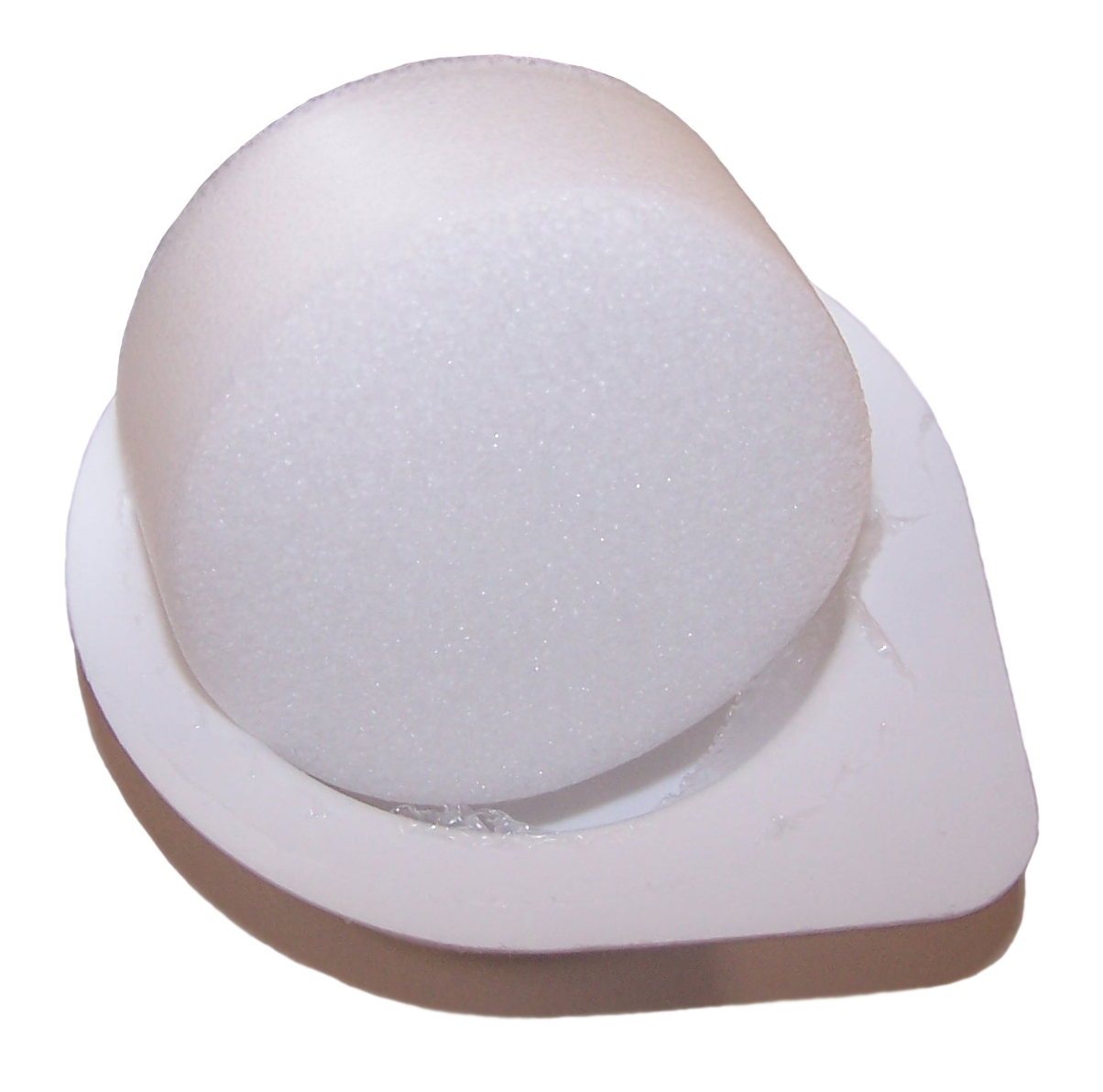
Контрацептивна гумка в розкритому пакунку

Бар'єрні контрацептиви запобігають вагітності, фізично перешкоджаючи потраплянню сперми до матки. Це класичні чоловічі презервативи, жіночі презервативи, контрацептивні губки, ковпачки, діафрагми та контрацептивні пластирі зі сперміцидами.
У всьому світі чоловічі презервативи є найпоширенішим контрацептивом. Презерватив одягається на ерегований пеніс та фізично перешкоджає потраплянню еякуляту до тіла партнерки. Сучасні презервативи найчастіше виробляють з латексу, інколи також з інших матеріалів, таких як поліуритан чи кишки ягнят. Чоловічі презервативи мають ряд переваг: низька ціна, простота в застосуванні, відсутність побічних ефектів. В Японії презервативи використовують близько 80% пар, що застосовують контрацептиви, в Німеччині цей близько 25%, в США — 18%. Для чоловічих презервативів неефективність у перший рік середньостатистичного застосування становить 15%. При коректному застосуванні презервативи ефективніші від решти засобів цього ряду: неефективність протягом першого року складає 2%. Додатковою перевагою презервативів захист від ряду ІПСШ, таких як ВІЛ/СНІД.
Жіночі презервативи найчастіше їх виготовляють з нітрилового каучуку, латексу чи поліуретану.
Діафрагми зі сперміцидами неефективні у перший рік застосування на 16%, при ідеальному застосуванні на 6%.
Контрацептивні губки теж поєднують бар'єр зі сперміцидом. Як і діафрагми, перед контактом вводяться вагінально поверх шийки матки. Зазвичай, неефективність протягом першого року складає 24% для жінок, що народжували, та 12% для тих, що ні. Губку можна вводити протягом 24 годин до контакту та слід залишати її на місці протягом принаймні 6 годин після контакту. Повідомлялося про алергічні реакції та значніші небезпеки, такі як синдром токсичного шоку.

### Поведінкові (природні) засоби
Регулювання часу або методу коїтусу з запобіганням потраплянню сперми в жіночі репродуктивні шляхи взагалі (ПСА) або за наявності яйцеклітини (менструальні календарі). При ідеальному використанні неефективні на 3,4%, проте типова неефективні до 85%.

#### Календарні методи

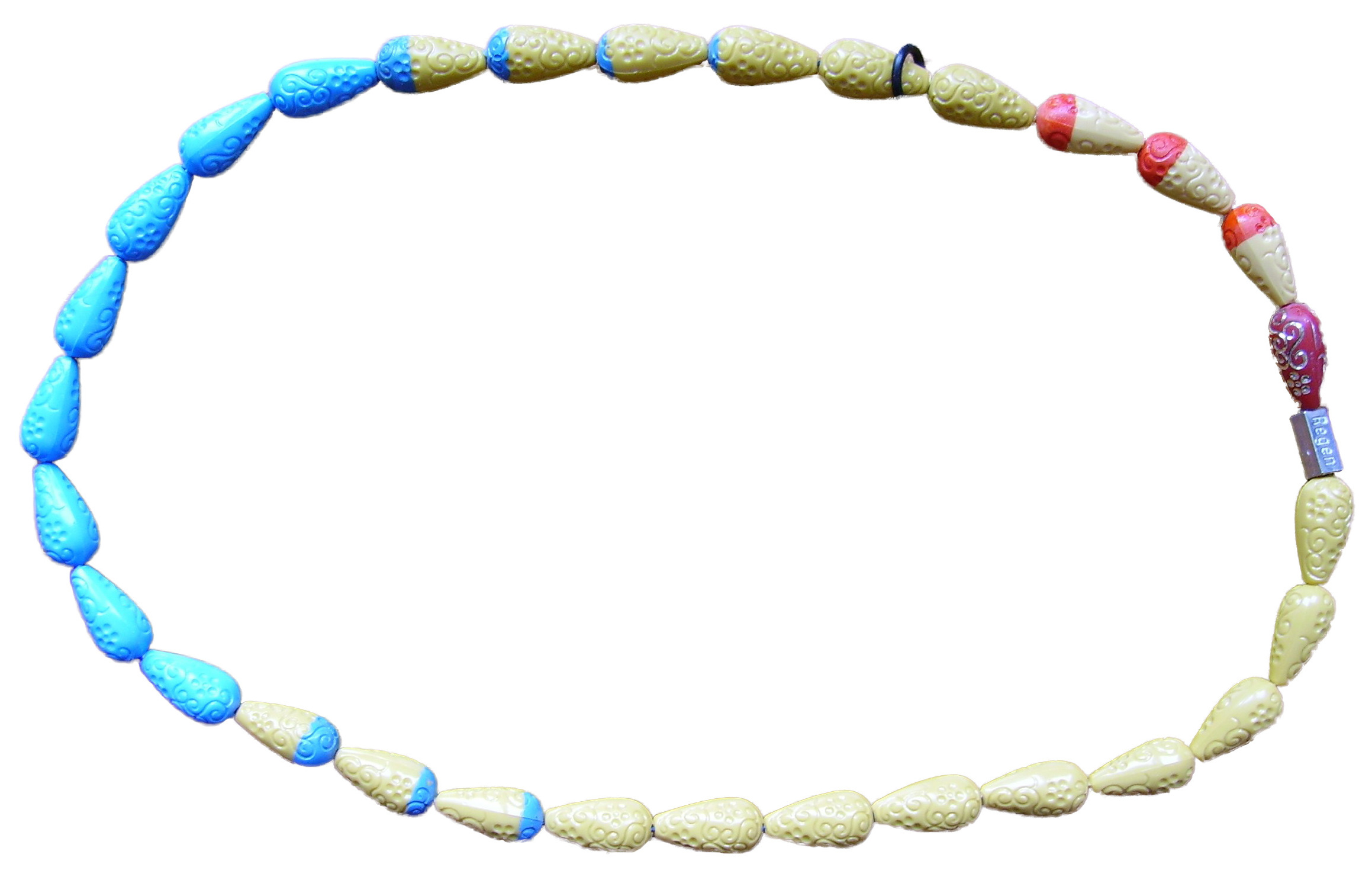
СайклБідс, вервиця для оцінки фертильності на основі кількості днів після менструації

Визначення періоду фертильності є трудомістким і неточним: визначаються найбільш плідні дні менструального циклу, щоб спрогнозувати настання овуляції, і в них уникається незахищений коїтус. Визначення полягає у щоденному моніторингу, записі та аналізі:
- базальної температури тіла (симптотермальний метод). Рівень незапланованої вагітності від 1% до 20%.[112]
- цервікального слизу,
- або ж грубої орієнтації на день менструального циклу.[110]

Типова похибка календарних методів складає від 12% до 25%; при ідеальному використанні, залежно від того, яка система використовується, можна досягти від 1% до 9%. Однак докази, на яких засновані ці оцінки, є недостатніми, оскільки більшість людей у випробуваннях припиняють їхнє використання достроково через трудомісткість. У світовому масштабі цей метод використовує приблизно 3,6% пар.

#### Лактаційна аменорея
Метод лактаційної аменореї — це використання природної післяпологової безплідності жінки, що може бути подовжена грудним вигодовуванням. Метод вимагає відсутності менструації і виключно грудного вигодовування дитини віком до 6 років. За даними ВООЗ, якщо грудне вигодовування є виключним джерелом годування, неефективність методу становить 2% протягом 6 місяців після пологів. Дослідження показали неефективність від 0% до 7,5%. Неефективність збільшується до 4-7%, коли дитині виповнюється 1 рік, і 13% — коли 2 роки. Штучне годування, зціджування молока насосом, використання соски та годування твердими речовинами — збільшують неефективність. Серед жінок, що практикують виключно ГВ, у близько 10% починаються менструації через 3 місяці, а у 20% — до 6 місяців. До тих, хто не годує грудьми, фертильність може повернутися за 4 тижні після пологів.

#### Переривання статевого акту
Метод перерваного статевого акту — це практика виведення пеніса з вагіни перед еякуляцією. Попри народну поширеність, його надійність низька через неправильне та несвоєчасне виконання та вміст сперматозоїдів в передеякуляті. Неефективний до 27% при типовому використанні (при ідеальному використанні з ретельною гігієною пеніса перед кожним статевим актом, виведенням до початку фрикцій та за відсутності сперматозоїдів у передеякуляті (що не є підконтрольним показником) складає від 4%.) Деякі медичні фахівці не вважають цей метод контрацептивним. Метод ПСА використовують як контрацептивний приблизно 3% європейських пар.

### Утримання від коїтусу
Хоча деякі групи пропагують повне утримання від сексу, під яким розуміють уникнення будь-якої сексуальної активності, в контексті контрацепції цей термін зазвичай означає утримання від вагінального статевого акту. Утримання є 100% ефективним при запобіганні вагітності, однак, не всі з тих, хто має намір абстиненції, утримується від будь-якої сексуальної активності, а в багатьох популяціях існує значний ризик вагітності від сексу без взаємної згоди.
Навчання лише статевої стриманості не знижує підліткової вагітності. Частота вагітності серед тих учениць, яких навчали лише сексуальної стриманості, в порівнянні із комплексною секс-освітою. Деякі фахівці рекомендують тим, які утримуються як основний метод контрацепції, мали наготові і резервний метод (презервативи або екстрені таблетки). Секс без вагінального проникнення й оральний секс без вагінального також іноді вважаються методами контрацепції. У той час як вони унеможливлюють вагітність, вона все ще можлива при міжстегновому сексі та інших формах сексу із розміщенням пеніса біля вагіни (наприклад, при терті геніталій або після анального сексу), коли сперматозоїди можуть потрапити у вагіну з вагінальним секретом та іншою лубрикацією.

## Нові дослідження

### Жіноча контрацепція
Наявні контрацептиви необхідно вдосконалювати, адже біля 50% жінок, які небажано завагітніли, використовували контрацептиви. Досліджуються зміни у наявних засобах, включаючи покращення жіночих презервативів, вдосконаленням діафрагм, пластирів лише із прогестином і вагінального кільця, яке містить прогестерон тривалої дії (на 2011 кільце діяло протягом 3-4 місяців і вже продавалося в деяких країнах).
Досліджується низка методів для виконання стерилізації через шийку матки. Один з них полягає в розміщенні акрихіну у матці, що залишає рубці й призводить до безпліддя.Процедура залишається доступною і не вимагає хірургічної майстерності, проте існують ризики довгострокових побічних ефектів. Інша речовина — полідоканол — діє так само. Пристрій Essure, який розширюється після введення у фаллопієві труби і блокує їх, схвалений у США в 2002 році.

### Чоловіча контрацепція
Поки контрацептиви для чоловіків включають вазектомію, презервативи і ПСА, від 25 до 75 % сексуально активних чоловіків хотіли б використовувати гормональні контрацептивні засоби, якби вони були в наявності. Низка гормональних і негормональних засобів для чоловіків проходить випробування, також досліджується можливість контрацептивної вакцини.
Досліджується оборотний хірургічний метод: контрольоване оборотне стримування сперми (RISUG), який полягає в ін'єкційному введенні полімерного гелю, стирол-малеїнового ангідриду в диметилсульфоксиді, в сім'явивідну протоку. Ін'єкція бікарбонату натрію вимиває речовину і відновлює фертильність. Досліджується також інтраваскулярний пристрій, який забезпечує розміщення уретанового корка в сім'явивідній протоці з метою її блокування. Подає надії поєднання андрогену і прогестину в селективному модуляторі рецепторів андрогену. Ультразвук і методи нагрівання яєчок пройшли попередні дослідження.

## Вплив контрацепції

Підліткові вагітності, 2016 рік

Підлітки більше ризикують від негативних наслідків вагітності., проте комплексна сексуальна освіта і доступ до контрацепції зменшують рівень небажаних вагітностей серед них.

### Жіноче здоров'я та материнська смертність

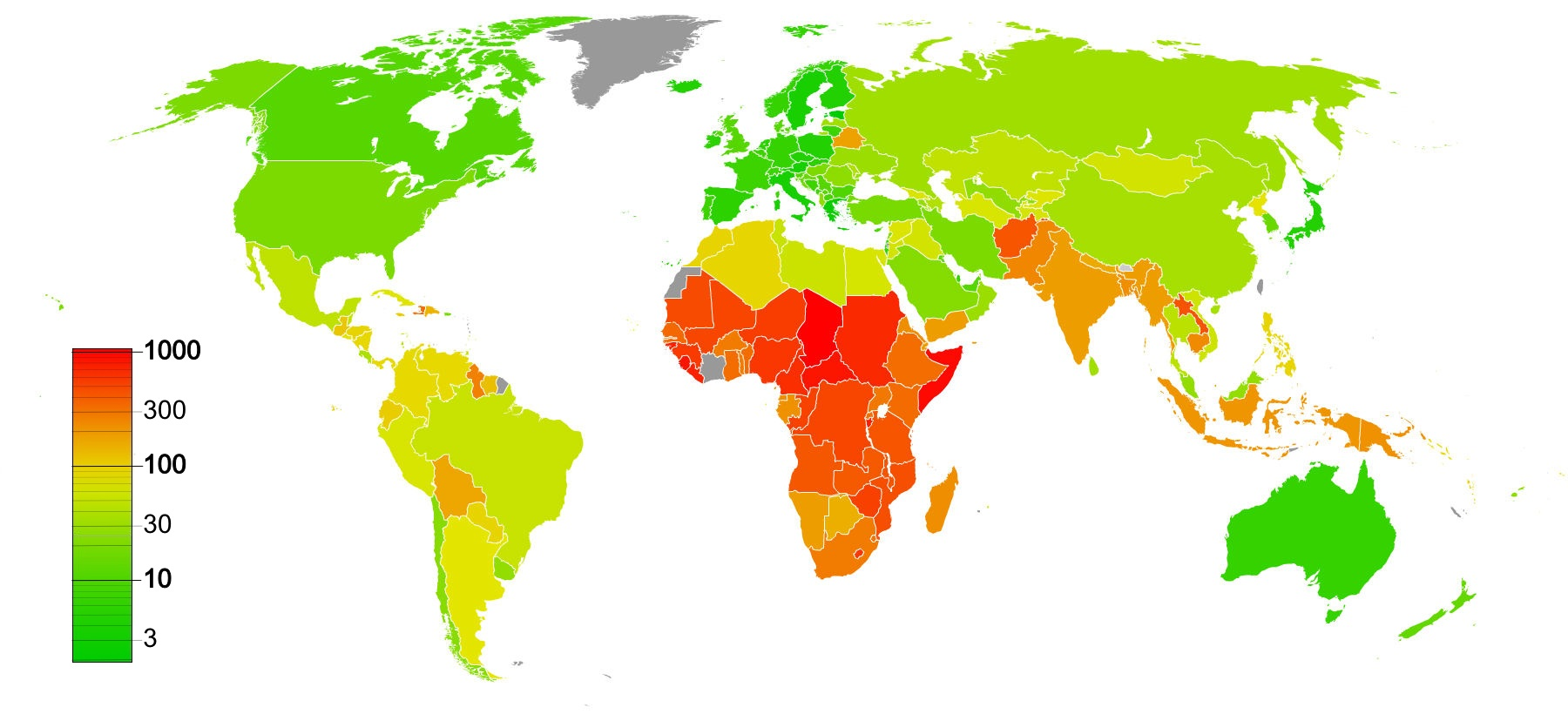
Рівень материнської смертності у 2010 році

Застосування контрацептивів у країнах, що розвиваються, згідно з оцінками, зменшило рівень материнської смертності на 40% (лише у 2008 році було попереджено 270 000 жіночих смертей) та може попередити 70% за умови повного задоволення попиту на контрацептиви. Цих результатів досягнуто завдяки зменшенню кількості небажаних вагітностей, що призводять до небезпечних абортів, та попередженню вагітності у жінок, що входять до групи високого ризику.
Контроль народжуваності також підвищує рівень виживання дітей у країнах що розвиваються, шляхом подовження періодів між вагітностями. У цій популяції результати погіршуються, якщо мати вагітніє протягом вісімнадцяти місяців після попередніх пологів. Однак, відстрочення наступної вагітності після викидню не впливає на ризик, отже в таких ситуаціях жінкам радять робити спроби завагітніти тоді, коли вони готові до цього.
Підліткова вагітність, особливо серед молодших підлітків, несе значні ризики, включаючи смерть матерів, недоношеність, низьку вагу новонароджених, смерть немовлят. В США абсолютна більшість (82%) вагітностей у дівчат віком від 15 до 19 років є небажаними. Комплексна сексуальна освіта та доступна контрацепція ефективно знижують кількість вагітностей у цій віковій групі.

### Економічне зростання

Рівень народжуваності станом на 2012 р. (кількість дітей)

Планування сім'ї за допомогою сучасних контрацептивів — один із найбільш рентабельних засобів впливу на здоров'я. За з оцінками ООН, кожен витрачений долар допоміг зекономити від 2 до 6 доларів. Така економія пов'язана з попередженням незапланованих вагітностей та зменшенням поширення ХПСШ. Хоча всі методи довели свою фінансову ефективність, застосування мідних спіралей показало найбільшу економію.
У країнах, що розвиваються, контрацепція позитивно впливає на економічне зростання завдяки меншій кількості дітей на утриманні, а отже більшій кількості працюючих жінок. Показники жіночих доходів, активів, індексу маси тіла, а також рівня освіти та індексу маси тіла їхніх дітей покращуються з доступом до контрацепції.
Загальні медичні витрати на вагітність, пологи та нагляд за новонародженими в США, станом на 2012 р., складали в середньому 21 000 доларів при вагінальних пологах та 31 000 дол. при кесаревому розтині. В більшості інших країн витрати знижуються більш ніж на 50 %. На дитину, народжену в 2011 р., пересічна американська сім'я витратить близько 235 000 дол. США протягом 17 років.

## Суспільство

### Релігія
Релігійні погляди на етику контролю народжуваності значно різняться. Римо-Католицька Церква офіційно визнає лише природне планування сім'ї. Серед протестантів існує значне розмаїття поглядів від руху, що не підтримує жодних контрацептивів, до їх прийнятності. Погляди юдаїзму різняться від більш суворого ортодоксального напрямку до м'якшого реформістського. В індуїзмі дозволяється використовувати як природну, так і штучну контрацепцію. Загальноприйнятий буддистський погляд полягає у тому, що запобігання зачаттю дозволяється, а втручання після зачаття ні. В ісламі дозволяються контрацептиви, якщо вони не загрожують здоров'ю, хоча деякі представники цієї релігії відмовляють від їх використання. У Корані немає прямих тверджень про моральність контрацепції, а лише твердження про до дітонародження. Також повідомляється, що пророк Мухаммед сказав: «Одружуйтесь і давайте потомство».

## Серед тварин
Кастрування, яка включає видалення деяких репродуктивних органів, часто використовується як метод контролю народжуваності для домашніх тварин. Багато притулків для бездомних тварин вимагають проведення цих процедур, що входять до договорів про прийом. Для великих тварин таке хірургічне втручання називається кастрацією. Контроль народжуваності є альтернативою полюванню як засобу контролю за популяцією тварин. Контрацептивна вакцина виявилася ефективною для значної кількості різних популяцій тварин. В багатьох країнах для регуляції популяції тварин використовують контрацепцію. 